# Herrarnas 10 000 meter i hastighetsåkning på skridskor vid olympiska vinterspelen 1968
Herrarnas 10 000 meter i skridskor vid de olympiska vinterspelen 1968 avgjordes den 17 februari 1968 på Anneau de Vitesse. Loppet vanns av Johnny Höglin från Sverige.
28 deltagare från 13 nationer deltog i tävlingen.

## Rekord
Gällande världsrekord och olympiska rekord (i minuter) före Vinter-OS 1968:
| Världsrekord     | Fred Anton Maier (NOR) | 15:20,3 | Oslo, Norge                    | 28 januari 1968  |
| Olympiskt rekord | Knut Johannesen (NOR)  | 15:46,6 | Squaw Valley, Kalifornien, USA | 27 februari 1960 |

Följande nya världsrekord och olympiska rekord blev satta under tävlingen:
| Datum       | Idrottare        | Nation  | Tid     | OR | VR |
| ----------- | ---------------- | ------- | ------- | -- | -- |
| 17 februari | Fred Anton Maier | Norge   | 15:23,9 | OR |    |
| 17 februari | Johnny Höglin    | Sverige | 15:23,6 | OR |    |

## Medaljörer
| Gren         | Guld                  | Guld         | Silver                 | Silver  | Brons                 | Brons   |
| 10 000 meter | Johnny Höglin Sverige | 15:23,6 (OR) | Fred Anton Maier Norge | 15:23,9 | Örjan Sandler Sverige | 15:31,7 |

## Resultat
| Placering | Idrottare            | Nation        | Tid     | Noteringar |
| --------- | -------------------- | ------------- | ------- | ---------- |
| 1         | Johnny Höglin        | Sverige       | 15:23,6 | (OR)       |
| 2         | Fred Anton Maier     | Norge         | 15:23,9 |            |
| 3         | Örjan Sandler        | Sverige       | 15:31,8 |            |
| 4         | Per Willy Guttormsen | Norge         | 15:32,6 |            |
| 5         | Kees Verkerk         | Nederländerna | 15:33,9 |            |
| 6         | Jonny Nilsson        | Sverige       | 15:39,6 |            |
| 7         | Magne Thomassen      | Norge         | 15:44,9 |            |
| 8         | Peter Nottet         | Nederländerna | 15:54,7 |            |
| 9         | Valerij Lavrusjkin   | Sovjetunionen | 15:54,8 |            |
| 10        | Stanislav Seljanin   | Sovjetunionen | 15:56,4 |            |
| 11        | Günter Traub         | Västtyskland  | 16:01,3 |            |
| 12        | Jouko Launonen       | Finland       | 16:02,1 |            |
| 13        | Jan Bols             | Nederländerna | 16:09,5 |            |
| 14        | Kimmo Koskinen       | Finland       | 16:15,7 |            |
| 15        | Paul Enock           | Kanada        | 16:21,2 |            |
| 16        | Anatolij Masjkov     | Sovjetunionen | 16:22,1 |            |
| 17        | Hermann Strutz       | Österrike     | 16:24,9 |            |
| 18        | Jürgen Traub         | Västtyskland  | 16:33,8 |            |
| 19        | Renato de Riva       | Italien       | 16:39,5 |            |
| 20        | Raimo Hietala        | Finland       | 16:45,9 |            |
| 21        | Bill Lanigan         | USA           | 16:50,1 |            |
| 22        | Yoshiaki Demachi     | Japan         | 16:54,6 |            |
| 23        | Bob Hodges           | Kanada        | 17:01,9 |            |
| 24        | Giancarlo Gloder     | Italien       | 17:03,2 |            |
| 25        | Bill Cox             | USA           | 17:08,2 |            |
| 26        | François Perrenoud   | Frankrike     | 17:10,2 |            |
| 27        | György Ivánkai       | Ungern        | 17:36,2 |            |
| 28        | Hirofumi Otsuka      | Japan         | 17:38,2 |            |